# Piecewo (województwo kujawsko-pomorskie)
Piecewo – wieś w Polsce położona w województwie kujawsko-pomorskim, w powiecie brodnickim, w gminie Jabłonowo Pomorskie.

## Podział administracyjny
W latach 1975–1998 miejscowość położona była w województwie toruńskim.

## Demografia
Według Narodowego Spisu Powszechnego (III 2011 r.) liczyło 410 mieszkańców. Jest trzecią co do wielkości miejscowością gminy Jabłonowo Pomorskie.